# Палеополис (Самотраки)
Палеополис, также Палеополь (греч. Παλαιόπολις ή Παλαιόπολη) — деревня в Греции, на северо-западе острова Самотраки в северной части Эгейского моря. Административно относится к общине Самотраки в периферийной единице Эврос в периферии Восточная Македония и Фракия. Расположена к северо-востоку от западной оконечности острова, мыса Макриврахос (Акротири), у подножья горы Фенгари, к северу от административного центра острова, города Самотраки. Население 36 человек по переписи 2011 года.
Прежде Палеополь был главным портом острова, затем потерял значение с развитием порта Камарьотиса, расположенного примерно в 7 км к юго-западу на восточном берегу бухты Камарьотиса.
Деревня находится на месте древнего города Самофракия. Апостол Павел и его спутники провели ночь в Самофракии (Деян. 16:11). Согласно преданию, сохранившемуся на острове, апостол Павел пристал к берегу в порту античного города, современном Палеополисе. В память об этом событии впоследствии на этом месте была построена трёхпридельная раннехристианская базилика, при сооружении которой были также использованы фрагменты архитектурных деталей зданий античности. В Палеополисе находится Археологический музей Самотраки и святилище кабиров — главный археологический памятник острова. На территории святилища кабиров была найдена статуя Ники Самофракийской.

## Население
| Год  | Население, человек |
| ---- | ------------------ |
| 1991 | 21                 |
| 2001 | 25                 |
| 2011 | ↗ 36               |